# Niemberger Gruppe
Als Niemberger Gruppe wird in der Ur- und Frühgeschichte Mitteldeutschlands eine archäologische Gruppe bezeichnet, die sich während der frühen Völkerwanderungszeit (ab 375–450 n. Chr.) im Ostsaalegebiet ansiedelte.

## Verbreitung
Die Niemberger Gruppe ist etwa ab 375 an der mittleren und unteren Saale, meist östlich des Flusses von Weißenfels über Merseburg bis an die mittlere Elbe, erkennbar, und reicht im Norden bis in das Havel-Spree-Gebiet. In südöstlicher Richtung erstreckt sie sich bis in die Gegend von Torgau. Ihr Schwerpunkt liegt im Raum Köthen und nordöstlich von Halle. Dabei ist allerdings zu berücksichtigen, dass die hohe Fundplatzdichte zwischen der unteren Saale und der Mulde auf die Erfolge des Bodendenkmalpflegers W. Götze (1879–1952) zurückzuführen sind, der fast alle Gräber aus diesem Gebiet registrierte.
Zeitgleiche Nachbarn der Niemberger Gruppe waren im Gebiet westlich der Saale die späte Haßlebener Gruppe, im Raum Magdeburg und östlich von Magdeburg die Burger Gruppe, während die Zethlinger Gruppe im Verlauf der ersten Hälfte des fünften Jahrhunderts die Altmark verließ.

## Leitformen
Kennzeichnend für diese Gruppe sind die blechartigen Niemberger Fibeln und Armbrustfibeln mit Vogelschwanzfuß, Kolbenarmringe, kleine rundliche Augenperlen aus Glas (mit Knubbeln), kubische blaue Glasperlen in Form eines Oktaeders, späte Achterperlen und Dreilagenkämme mit glockenförmigem Griff.

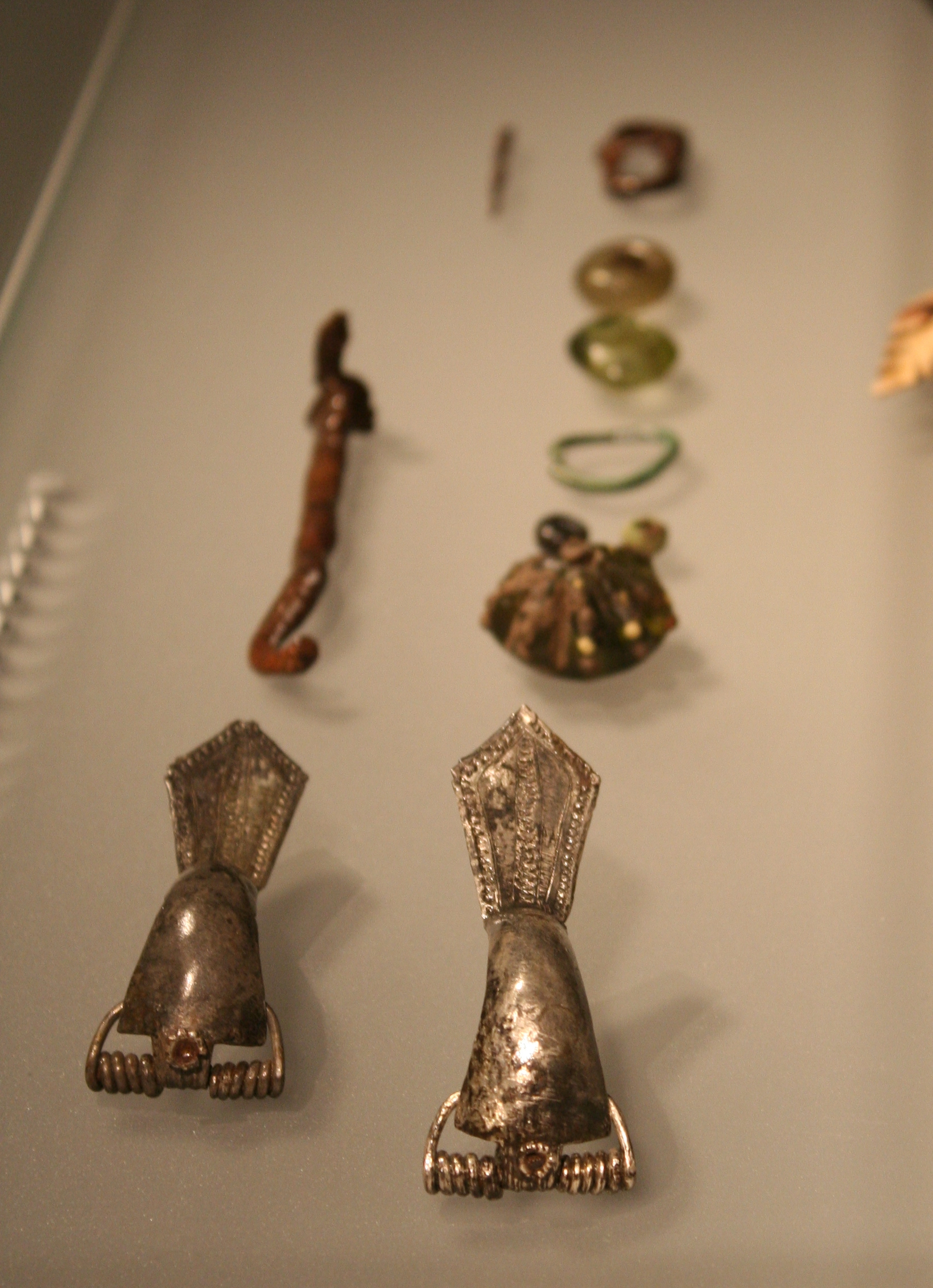
vorn: Breite Armbrustfibeln mit Vogelschwanzfuß
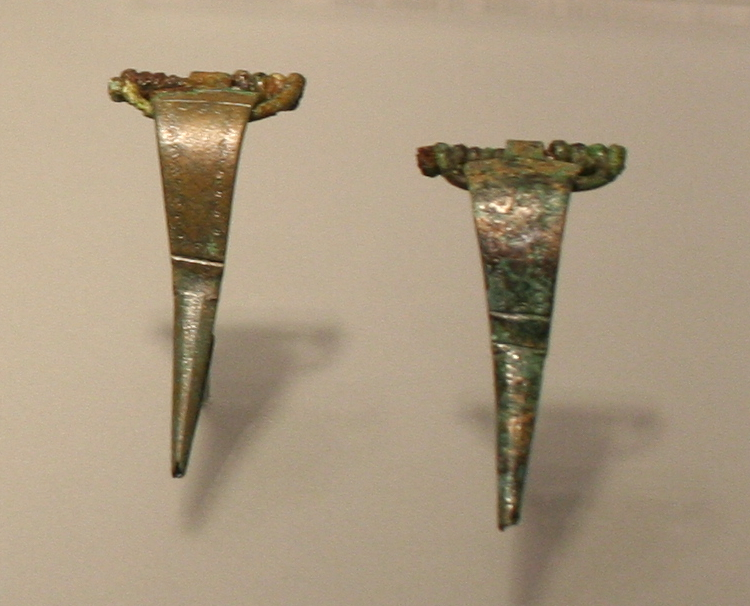
Niemberger Fibeln mit tütenförmigem Fuß
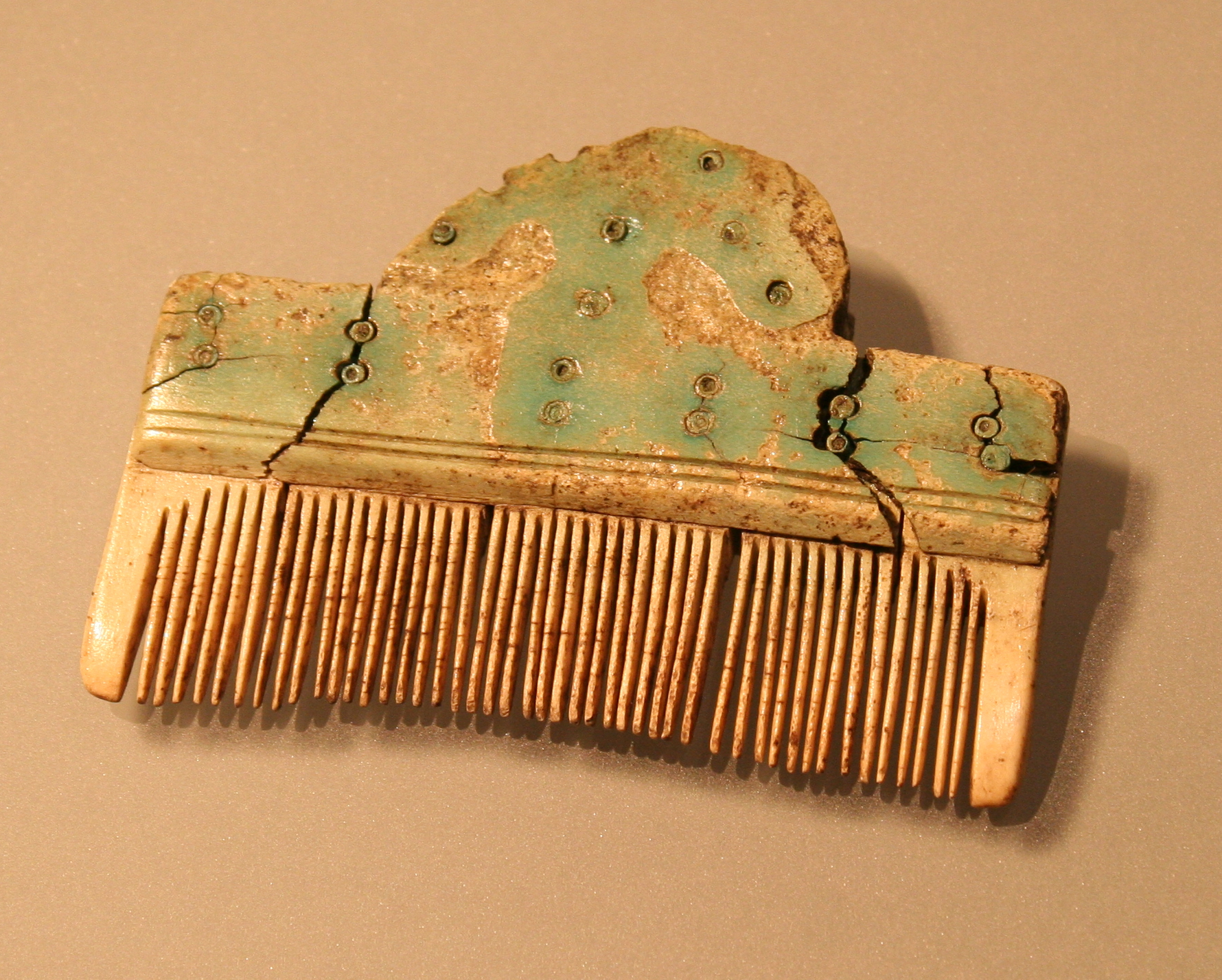
Dreilagenkamm mit glockenförmigem Griff

## Gräberfeld von Niemberg
Das Gräberfeld von Niemberg im Saalekreis wurde namengebend.